# Rod Knowles
William Rodney "Rod" Knowles (nacido el 27 de febrero de 1946 en Washington, Carolina del Norte y fallecido el 25 de octubre de 2008 en Sneads Ferry, Carolina del Norte) fue un jugador de baloncesto estadounidense que jugó en la NBA y en la ABA. Con 2,07 metros de estatura, lo hacía en la posición de ala-pívot. Fue entre 1990 y 1993 y posteriormente entre 2003 y 2008 alcalde de la pequeña localidad de North Topsail Beach.

## Trayectoria deportiva

### Universidad
Jugó durante cuatro temporadas con los Wildcats del Davidson College, siendo incluido en el segundo mejor quinteto de la Southern Conference en 1966 tras promediar esa temporada 15,3 puntos y 9,9 rebotes por partido, el mejor reboteador de la conferencia, y en el primero al año siguiente, promediando 18,4 puntos y 12 rebotes.

### Profesional
Fue elegido en la septuagésima posición del Draft de la NBA de 1978 por Phoenix Suns, y también por los New York Nets en el draft de la ABA. Fichó por los Suns, donde jugó únicamente ocho partidos, en los que promedió 1,1 puntos y 1,1 rebotes, siendo posteriormente despedido.
A los pocos días hizo lo propio con los Nets, donde únicamente disputó un partido en el que no consiguió anotar.

## Estadísticas de su carrera en la NBA

### Temporada regular
| Temporada | Edad | Equipo        | Liga  | Pos. | P | TIT | MIN | TC  | TCA | %TC  | 3P  | 3PA | %3P | 2P  | 2PA | %2P  | TL  | TLA | %TL  | R.OF. | R.DEF. | REB | ASIS | ROB | TAP | PER | FP  | PTS |
| 1968-69   | 22   | TOTAL         | TOTAL | C    | 9 |     | 4.8 | 0.4 | 1.6 | .286 | 0.0 | 0.0 |     | 0.4 | 1.6 | .286 | 0.1 | 0.3 | .333 | 0.0   | 1.0    | 1.0 | 0.0  |     |     | 0.0 | 1.2 | 1.0 |
| 1968-69   | 22   | Phoenix Suns  | NBA   |      | 8 |     | 5.0 | 0.5 | 1.8 | .286 |     |     |     | 0.5 | 1.8 | .286 | 0.1 | 0.4 | .333 |       |        | 1.1 | 0.0  |     |     |     | 1.3 | 1.1 |
| 1968-69   | 22   | New York Nets | ABA   | C    | 1 |     | 3.0 | 0.0 | 0.0 |      | 0.0 | 0.0 |     | 0.0 | 0.0 |      | 0.0 | 0.0 |      | 0.0   | 0.0    | 0.0 | 0.0  |     |     | 0.0 | 1.0 | 0.0 |
| Total     |      |               | TOTAL |      | 9 |     | 4.8 | 0.4 | 1.6 | .286 | 0.0 | 0.0 |     | 0.4 | 1.6 | .286 | 0.1 | 0.3 | .333 | 0.0   | 0.0    | 1.0 | 0.0  |     |     | 0.0 | 1.2 | 1.0 |
|           |      |               | NBA   |      | 8 |     | 5.0 | 0.5 | 1.8 | .286 |     |     |     | 0.5 | 1.8 | .286 | 0.1 | 0.4 | .333 |       |        | 1.1 | 0.0  |     |     |     | 1.3 | 1.1 |
|           |      |               | ABA   |      | 1 |     | 3.0 | 0.0 | 0.0 |      | 0.0 | 0.0 |     | 0.0 | 0.0 |      | 0.0 | 0.0 |      | 0.0   | 0.0    | 0.0 | 0.0  |     |     | 0.0 | 1.0 | 0.0 |